# 北川露頭

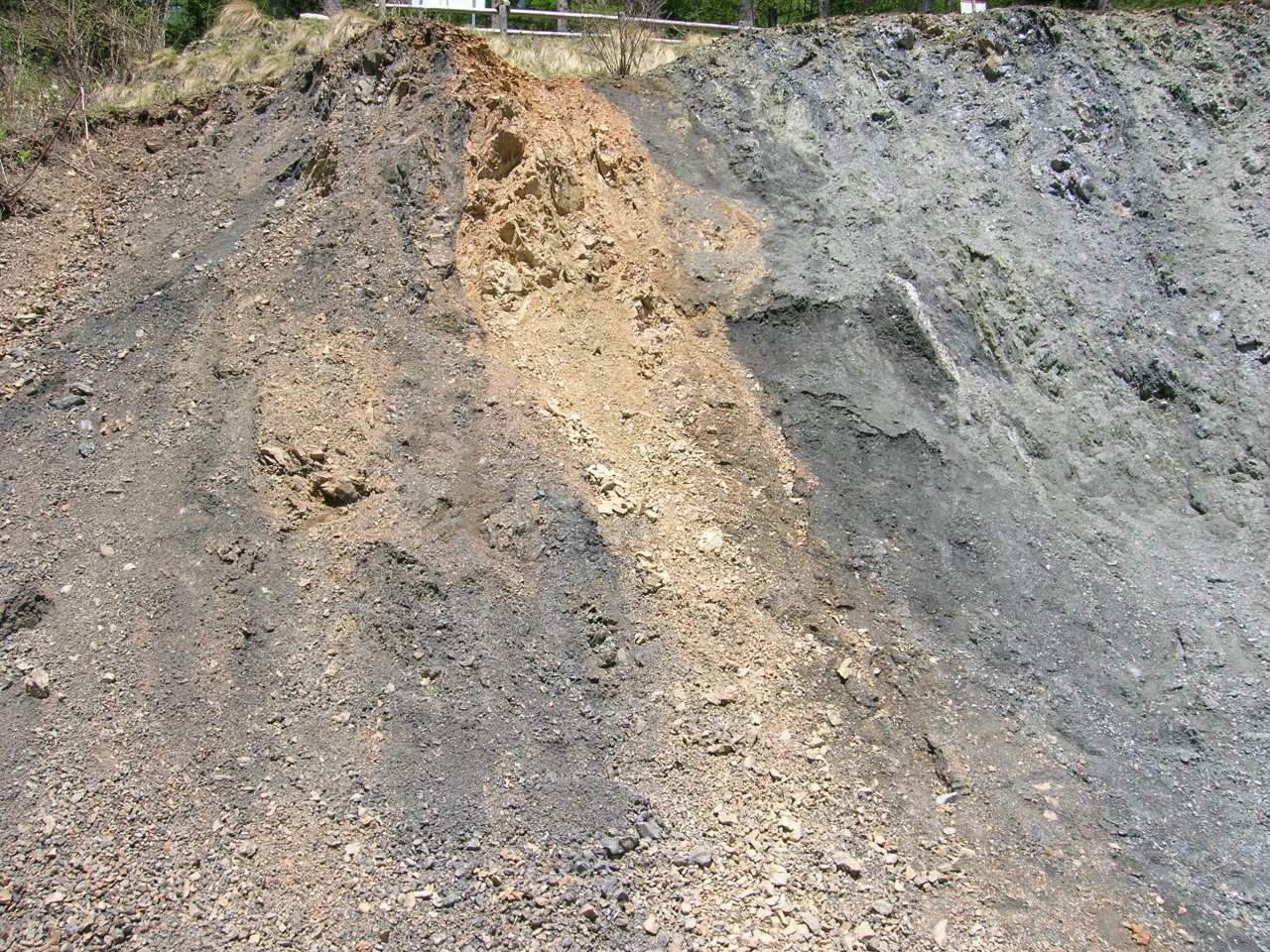
北川露頭
向かって左から、領家帯、明るい茶色の熱水変質脈、黒っぽい断層ガウジ層、少し緑がかった三波川帯。黒っぽい断層ガウジ層と三波川帯の間にある細い白い線が境界。

北川露頭（きたがわろとう）は、長野県下伊那郡大鹿村鹿塩、鹿塩川左岸にある中央構造線の露頭。南にある安康露頭と合わせて「日本の地質百選」・「国の天然記念物」である。

## 特徴
中央構造線は、西側に白亜紀に低圧高温型変成作用を受けた領家帯の変成岩や花崗岩、東側にジュラ紀の付加体が白亜紀に高圧低温変成作用を受けた三波川帯の変成岩が接する断層であるが、北川露頭ではその定義通りの姿を観察できる。
露頭に向かって右側（東側）の黒っぽい岩石が三波川帯の岩石、左側（西側）の薄い白っぽい岩石が領家帯の岩石である。断層の動きで破砕変質した部分のうち領家帯の白っぽい部分は、約1200万年前に熱水による変質を受けた部分。これは少し北の中央構造線上にある溝口露頭に珪長質岩脈が貫入した時期に相当し、この時期に中央構造線に沿って大きな変化があったと推定される。
この露頭の「剥ぎ取り標本」が露頭近くの大鹿村中央構造線博物館に展示されており、また同館ではウェブサイト上にて、北川露頭を含む中央構造線に関する情報を公開している。